# غلاديس مالفرن
غلاديس مالفرن (بالإنجليزية: Gladys Malvern)‏ (1897 - 1962)؛ كاتِبة مُتخصِّصة في أدب الأطفال، ممثلة وروائية أمريكية.

## روابط خارجية
- غلاديس مالفرن على موقع قاعدة بيانات برودواي على الإنترنت (الإنجليزية)